# イオンモール宮崎
イオンモール宮崎（イオンモールみやざき）は、宮崎県宮崎市にあるイオンモールのショッピングセンターである。イオンスタイル宮崎（イオン九州）を核に約250の専門店が並ぶ。規模は宮崎市、宮崎県最大の規模を誇る商業施設。

## 概要
2005年5月19日に、九州最大級（宮崎県内においては最大、九州第2位）の店舗面積を有する大型ショッピングセンター『イオン宮崎ショッピングセンター』（核店舗はジャスコ宮崎店）として開店。2007年9月22日に全体の店舗名を現在の『イオンモール宮崎』に、2011年に核店舗のブランド名を『イオン』にそれぞれ変更し、2018年3月16日に新棟（サウスモール）を増床した。宮崎市内のショッピングセンターとしては宮交シティ以来32年ぶり、2番目の開業となった。
来場者数は2005年度は約993万人、2006年度は1,014万人。平日は約2万人、休日は約5万人が来場する。年間売上高は約300億円。2007年の元日には4万人が来店し、1億円を売り上げた。正式開業前の2005年5月16日からの3日間は「プレオープン期間」として営業した。
核店舗のジャスコ(現：イオン)はかつて橘百貨店が倒産した際、支援に乗り出し、1976年11月に橘ジャスコを設立し、翌1977年1月10日に橘百貨店の営業を終了して、4月に橘ジャスコとして再オープンして1988年にボンベルタ橘にリニューアルするまで営業した。ボンベルタ橘も当時のジャスコグループだったが、ジャスコとしては一度宮崎から撤退していた。17年後の2005年に当時のイオンショッピングセンター宮崎(現：イオンモール宮崎)に再進出し、イオンへの社名変更を経て現在に至る。

## 開業まで

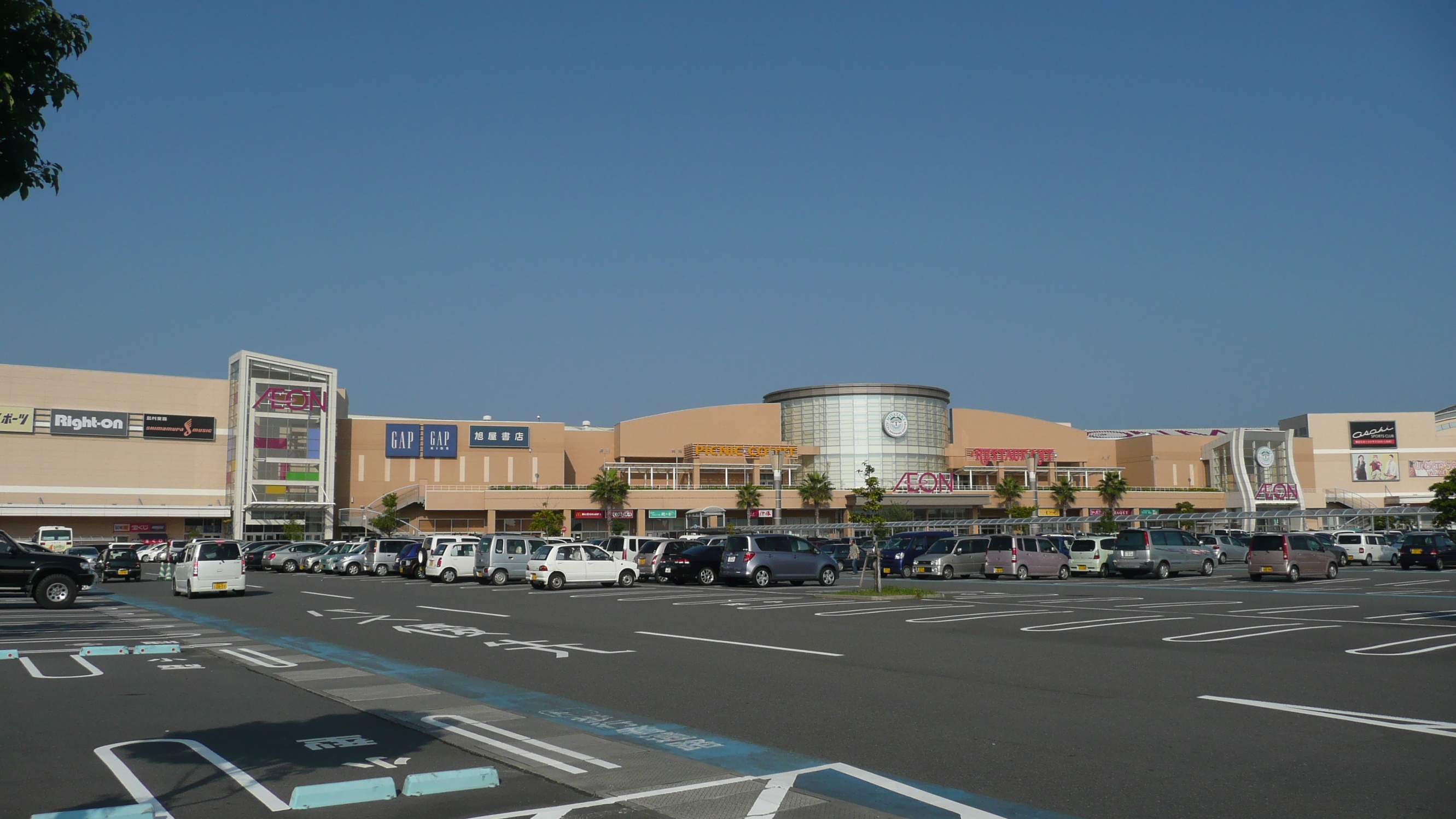
2008年10月時点の外観（現在のノースモール）

イオンモールは1996年から宮崎への出店を計画していたが、地権者（農民）の賛同が集まらず2000年に一度断念していた。
2001年4月22日付の宮崎日日新聞で「イオン宮崎ショッピングセンター」の出店構想が報道された。このときにはすでに地権者も「土地の有効利用のためなら出店を歓迎」として賛同していたが、九州最大級の店舗面積であり年商300億円を見込むとあって周辺自治体（西都市・宮崎郡（佐土原町・田野町・清武町）・東諸県郡（高岡町（2006年に宮崎市へ編入）・綾町・国富町・児湯郡（川南町・木城町・新富町・高鍋町・都農町・西米良村）の13市町村が設置した「イオングループショッピングセンター対策会議」および中心市街地（橘通り）の危機感は強く、正式に出店を発表するまでに反対を表明した。ただし、宮崎市は当事者ということもあり「中立」の立場（イオングループショッピングセンター対策会議にはオブザーバーとして参加）であり、中心市街地にあった映画館『宮崎セントラル会館』（現・セントラルシネマ宮崎）は「ショッピングモールが完成すれば移転を考えている」としていた。
2001年7月10日にイオンモールは出店計画を公表。投資額約200億円、年商約300億円、店舗面積7万平方メートル、120-130のテナント、2,000人の従業員、4,000台の駐車場とイオン倉敷ショッピングセンター（当時）をモデルとしたものであった。商圏は半径20キロメートルで50万人。これは自家用車で40分圏内という判断であり、宮崎の交通事情から更に広範囲からの集客も可能と判断していた。このとき、イオンモールは開業予定を2003年秋ごろとしていた。
建設予定地の宮崎市新別府町は市街化調整区域であり、イオンモールの出店には市街化区域への変更と農地転用が必要であった。つまり、出店の可否は津村重光宮崎市長（当時）に委ねられていた。
計画発表後賛成派・反対派の論争は激化していったが、この状況を一変させたのは2002年2月の宮崎寿屋百貨店（現・カリーノ宮崎）の閉鎖であった。これを受けて津村市長は2002年3月12日、宮崎市議会で「イオンモールの出店を回避するなら、宮崎山形屋の増床もしくは寿屋の再開店が必要である」と表明した。これは、宮崎市「全体」として福岡市などとの都市間競争に打ち勝ち、購買客の流出を食い止めるという観点から、そのためには中心市街地が自ら魅力を創出すればイオンモールを導入せずに事足りる、との考えによる表明であった。
しかし、宮崎山形屋は「イオンモールの出店で売り上げ減が見込まれるため、宮崎からの撤退を視野に入れている」ほどの状況から「増床はなし」とした。ただし市側は宮崎山形屋の増床の可能性を予見しており、後述のとおり宮崎山形屋は2006年9月に増床を実施した。
寿屋は再開店に向けてテナントとの交渉を進めていたが、2002年7月16日に津村市長は「文書では数店舗しか決定していない」として「開店の見込みはなし」と判断した。宮崎寿屋百貨店は寿屋の店舗中2番目の売り上げを記録していたことや、前日に寿屋自身も「再開の目途が立った」としていたことから、この判断には疑問符がつくものであり、実際に寿屋は社名をカリーノに変更した後の2003年3月に「カリーノ宮崎」として開業した。
この時点で事実上、イオン宮崎ショッピングセンターの出店が認められることとなった。農地転用などの諸手続きを済ませ、正式に宮崎市が開発を許可したのは2004年5月12日であった。

## 増床工事

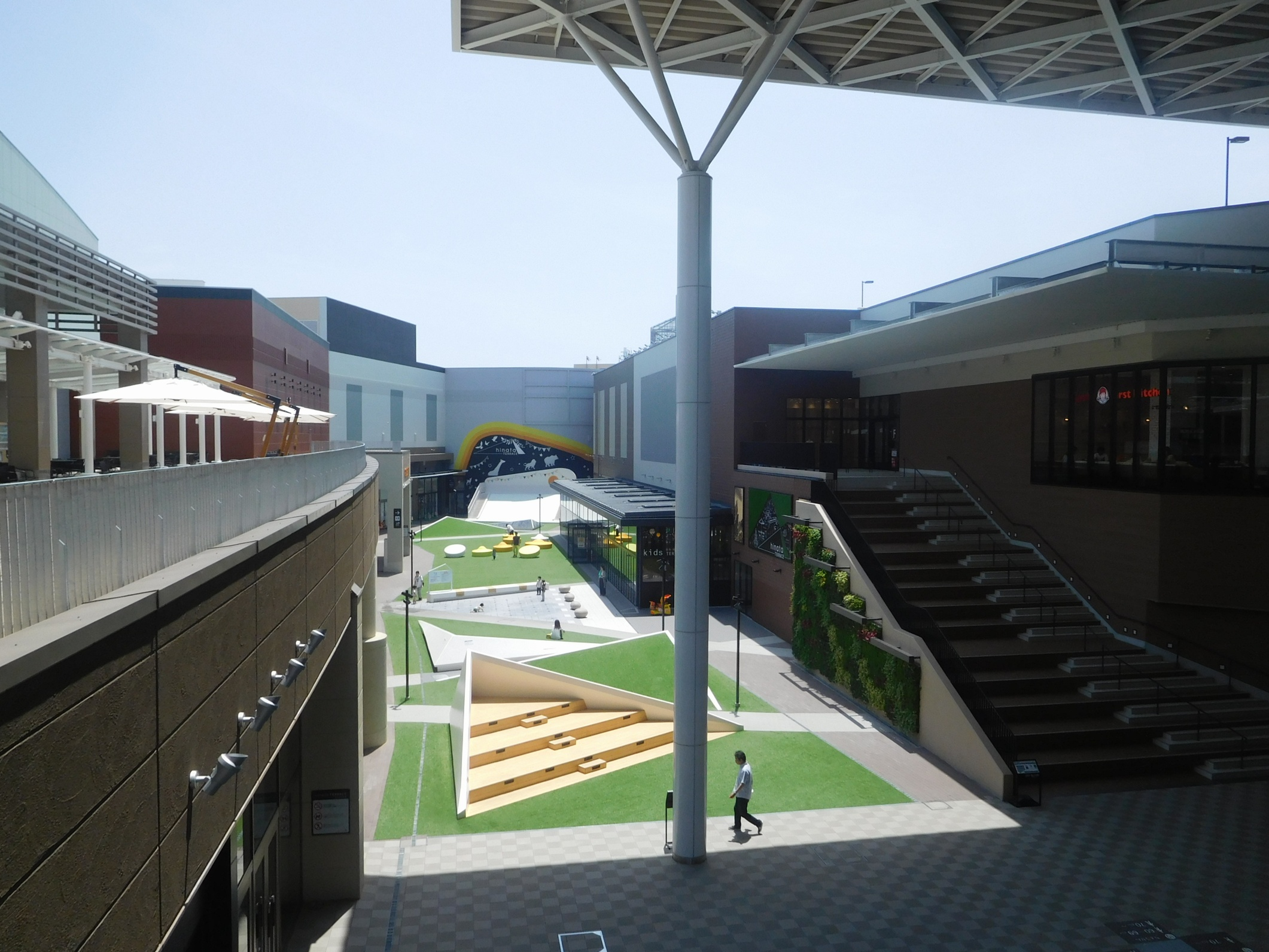
hinata TERRACE（中庭）

イオンモール宮崎では2017年春より既存棟の南側（駐車場部分）に新棟の増床工事を行い、2018年3月16日に既存棟やイオン宮崎店も含めてリニューアルオープンした。増床棟は「サウスモール」、既存棟は「ノースモール」の呼称となり、2棟の間には中庭（hinata TERRACE）が設けられた。総賃貸面積は従来（約7万平方メートル）の1.2倍の約8万4,000平方メートル、店舗数は91店舗増の254店舗となった。

## 開業後における中心市街地等の対応

### 増床前
イオンモールの出店は、宮崎市内の各店舗に影響を及ぼしている。中心市街地の空き店舗率はイオンモールの出店以前から上昇傾向にあった。この対策として、2005年には宮崎市中心部の345の事業者により「Doまんなかモール委員会」（どまんなかもーるいいんかい）を結成。各種イベントの実施や営業時間の延長などの対策を共同で行っている。これに関連して、宮崎市中心部にある宮崎山形屋はイオンモールの出店を受け、2006年9月に売場面積を1.4倍とする増床を行い、売上を前年同期比で2割増加させた。2007年10月には、カリーノ宮崎が中心市街地のオフィス客をターゲットにした改装を完了した。更に2008年6月には宮崎山形屋の東側に、地権者と宮崎市による再開発事業として立体駐車場　(Y・Y PARK) が完成した。
また、宮崎市中心部にはイオングループの百貨店「ボンベルタ百貨店」のひとつであるボンベルタ橘が既にあり、イオンモールの出店時にはイオングループの店舗としての存続が強調されていたが、結局、2007年11月にクアトロエクゼキューションズがイオンの所有する全株式を取得したことにより、イオングループを離脱した。その後、クアトロ社のオーナーの不祥事により、地元資本による立て直しを図った。

### 増床後
宮崎山形屋は2018年のイオンモール宮崎増床に伴い、イオンモール宮崎へサテライトショップ「宮崎山形屋ギフトショップ」を出店し2024年1月まで営業した。また、イオンモール宮崎増床オープン後、JR九州と宮崎交通が宮崎駅西口に「アミュプラザみやざき」を2020年11月に開業した。ボンベルタ橘はパン・パシフィック・インターナショナルホールディングス傘下のドン・キホーテにより買収され、2020年秋に「宮崎ナナイロとして」リニューアルオープンした。
南宮崎駅前に立地する宮交シティを運営するいちごホールディングスも、2019年に宮交シティ・イオン南宮崎店（旧ダイエー宮崎店）をリニューアルオープンさせた。その一方でイズミヤ宮崎店が2020年2月で閉店となった。
ロードサイド型の小売店の開業も進み、南宮崎駅周辺にニトリモール宮崎、旧清武町中心部にクロスモール清武などが開業している。
宮崎市旧市街の大規模小売店の開店・閉店・リニューアルが立て続けて行われており、宮崎市の商業圏は「中心市街地」・「市街地郊外」・「南宮崎駅周辺」の3極化する構図になるとみられる。

## 主なテナント
出店テナントの詳細は、公式サイト「ショップリスト」を参照。

### 核店舗
- イオンスタイル宮崎（2018年3月15日まではイオン宮崎店）
- メガスポーツ
- 楽市楽座（元はアリサカ（後の:RRB、VISION PLANNING）が運営していた「アーバンスクエア」だった）
- セントラルシネマ宮崎（宮崎県初のシネマコンプレックス）

- ゴールドジム（2021年3月8日開業[14]、宮崎県初の店舗）

### サテライトスタジオ

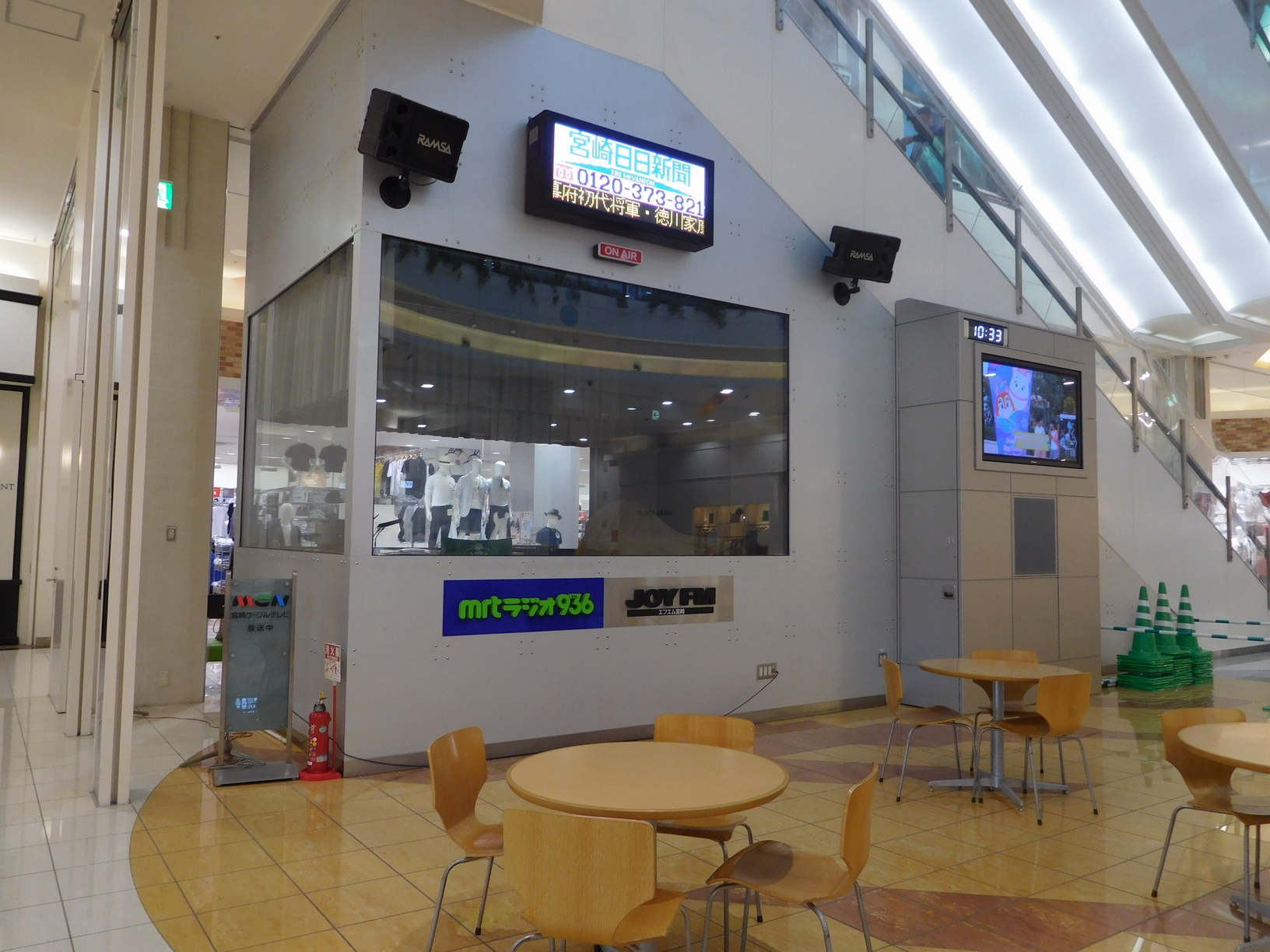
2005年から2017年にかけて設置されていたサテライトスタジオ（2017年5月）。既に撤去されている。

1階東側のスペースコートにサテライトスタジオがあり、県域ラジオ局が平日に生放送番組を編成していた。プレオープン日の2005年5月16日から実施されていたが、2017年6月1日をもって運用を終了し、サテライトスタジオは閉鎖された。増床後、サウスモールに宮崎放送のアンテナショップが設置されていた。
放送されていた番組
- 宮崎放送
  - 日向かぼちゃでこんにちは♪（2005年5月16日 - 2009年4月3日）
  - スイッチ♪音Time（2009年4月6日 - 2017年5月31日）
- エフエム宮崎
  - Radio Paradise 耳が恋した!（2005年5月16日 - 2017年6月1日）
    - 同番組はイオンモール宮崎開業15周年記念として、2020年11月3日にスペースコートでイベントを開催している[16]。

### 出店していたテナント
- ニトリ
  - 2012年4月22日をもって閉店。同月27日に、宮崎市源藤町にあった宮崎交通源藤車庫横の宮崎車体跡地に建設された新店舗、ニトリモール宮崎に移転した。
- タワーレコード
  - 2014年8月20日をもって閉店、跡には同業者の新星堂が入居するも、2024年1月14日に閉店し、宮崎から撤退した。
- 旭屋書店
  - 2017年11月26日をもって閉店、跡には、同業者で且つイオングループの未来屋書店が入居する。
- 朝日スポーツクラブ[BIG-S宮崎]
  - 2021年2月28日をもって閉店[17]。前述したように営業終了後、運営会社の移管と共に「ゴールドジム」へ転換された。
- 宮崎山形屋イオンモール宮崎店
  - 2018年3月よりノースモール1階に入居していた。2024年1月の契約期間満了時に閉店[18]。

## 周囲
イオンモールの西隣を宮崎県道11号宮崎島之内線が貫き、周辺にはロードサイド店舗が林立している。南隣は宮崎市中央卸売市場。東側は「一ツ葉海岸」と呼ばれる日向灘に面した地域で、一ツ葉道路（宮崎県道10号宮崎インター佐土原線、有料道路）が南北をとおり阿波岐原森林公園が所在する。宮崎港や宮崎県総合自動車運転免許センターにも比較的近い。敷地南西に宮崎善仁会病院が立地する。
アクセスは自家用車が主となる。公共交通機関については宮崎駅東口からの直行バス（宮崎交通）が運行されている。
- バス路線（宮崎交通）
  - 宮崎駅東口〜イオンモール宮崎　（直行便）
  - 宮交シティ〜大淀大橋〜江田原〜イオンモール宮崎　往復運転を実施　系統15番
  - イオンモール宮崎〜月見ヶ丘（池の上）平日のみ運行系統60番
  - イオンモール宮崎北口〜イオンモール宮崎〜宮崎駅東口（映画館方向・北側に位置するバス停）ほぼ臨時